# Spitsstaartgors
De spitsstaartgors (Ammospiza caudacuta synoniem: Ammodramus caudacutus) is een kleine gors. De vogel werd in 1788 door Johann Friedrich Gmelin geldig beschreven. Het is een bedreigde, endemische vogelsoort in de Verenigde Staten. 

## Kenmerken
De vogel is 11,5–13 cm lang. Volwassen spitsstaartgorzen hebben een bruinachtige rug met grijs op de kruin en nek, een crèmekleurige borst met donkere strepen en een witte hals en buik. Voorts hebben ze een oranje gezicht met grijze wangen en een korte, gepunte staart. Het oog is donkerbruin en de snavel van boven donker hoornkleurig en van onder lichter. De poten zijn vleeskleurig. Hun roep is een schor, trillend geluid dat soms meer dan een minuut aaneengesloten kan klinken.

## Verspreiding en leefgebied
Het verspreidingsgebied ligt in een brede strook aan de Atlantische kust van Maine tot Virginia (Verenigde Staten). De leefgebieden zijn zoutwatermoerassen in de kustgebieden die dicht begroeid zijn met pollen vormende planten, voornamelijk grassoorten. Tijdens de nazomer trekken ze verder naar het zuiden langs de oostkust.
De soort telt twee ondersoorten:
- A. c. caudacuta: de noordoostelijke Verenigde Staten.
- A. c. diversa: de oostelijke Verenigde Staten.

## Leefwijze
Ze foerageren op de grond of in moerasvegetatie. Ze eten waarschijnlijk insecten, ongewervelde waterdieren en zaden. Het foerageergedrag is overigens niet goed onderzocht.

## Voortplanting
Hun komvormig nest wordt hoogstens 10 centimeter boven de grond of (in getijdegebieden) boven de hoogwaterlijn gebouwd. Mannetjes concurreren om vrouwtjes, maar ze verdedigen geen territorium. Vrouwtjes paren ongewoon vaak met meerdere mannetjes. Legsels bestaan vaak uit eieren met genen van verschillende mannetjes. De vogels vormen geen vaste paartjes; het vrouwtje voedt de jongen alleen op, wat ongewoon is binnen deze groep van zangvogels. Dit kan te wijten zijn aan hun nestplaats net boven de vloedlijn, wat een risico inhoudt. Als een nest onderloopt, kan ze sneller een nieuwe broedpoging doen en hoeft ze geen tijd te besteden aan het zoeken naar het beste mannetje.

## Status
De grootte van de populatie werd in 2018 door BirdLife International geschat op 29,5 tot 69,0 duizend volwassen individuen, maar de populatie-aantallen nemen af door habitatverlies. Het leefgebied wordt aangetast door de aanleg van infrastructuur in de kustgebieden, stadsuitbreiding en betere waterbeheersing in riviermondingen. Daarnaast neemt het aantal uitzonderlijk hoge getijdenbewegingen toe, door klimaatverandering en dringt het gewone riet (Phragmites australis) op waardoor de leefgebieden voor deze soort ongeschikt worden. Om deze redenen staat deze soort als bedreigd op de Rode Lijst van de IUCN.